# Justo Salazar Collado
Justo Silvano Salazar Collado (San Nicolás de los Arroyos, 1884 - Buenos Aires, 1955) fue un militar argentino.

## Biografía
Justo Salazar Collado había nacido el 4 de mayo de 1884 en San Nicolás de los Arroyos (Buenos Aires).
Ingresó en 1904 al Colegio Militar de la Nación, estudiando además, en la escuela de caballería. Egresaría de esta institución en 1907, como Subteniente de caballería. En 1923 fue ascendido a mayor.
Fue oficial del Estado Mayor en la Inspección General del Ejército, y el 18 de enero de 1927 fue designado segundo jefe del Regimiento 8 de Caballería “General Necochea”. Ascendido en 1932 a coronel y en 1941 a general de brigada, se desempeñó como profesor en la escuela superior de guerra y como jefe del Regimiento de Granaderos a Caballo.
Al producirse el golpe militar de 1943, Salazar Collado era, en Córdoba, comandante de la Cuarta División del Ejército, que dispuso seguir las directivas de las autoridades de facto.
El 19 de junio de 1943 fue designado interventor federal, presentándose inmediatamente en la Casa de Gobierno, donde el gobernador Santiago H. del Castillo le entregó el poder. Al día siguiente asistió junto con Del Castillo al acto del día de la bandera, que se realizó en la estación del ferrocarril en barrio Alta Córdoba.
Designó al Cnel. Osvaldo Martín como ministro de gobierno, al subinspector Alfredo Noberasco, en la cartera de hacienda y al Cnel. Hugo Binotti como ministro de obras públicas. Todos ellos eran jefes del Comando local.
Estuvo a cargo de la intervención hasta el 30 de junio de 1943. Fue director general de administración y, posteriormente, pasó a retiro.
Falleció en Buenos Aires, en 1955.